# Bat Out of Hell II: Back Into Hell
Bat Out of Hell II: Back Into Hell – album studyjny Meat Loafa wydany we wrześniu 1993. Został napisany i wyprodukowany przez Jima Steinmana 16 lat po pierwszej części. Album sprzedał się w liczbie 18 milionów sztuk.
Meat Loaf powrócił tą płytą do nagrywania albumów studyjnych po 7 latach przerwy. Jego powrót został okrzyknięty przełomowym, a piosenkarz zyskał w prasie przydomek "Ryszard Wagner rock and rolla".
Pierwszym singlem była piosenka I’d Do Anything for Love (But I Won’t Do That), która osiągnęła 1. miejsce na listach przebojów w 28 krajach. Meat Loaf dostał za nią w 1994 roku Nagrodę Grammy za najlepszy wokal rockowy. Następnymi singlami były: Rock And Roll Dreams Come Through (udział wzięła aktorka Angelina Jolie) oraz Objects In The Rear View Mirror May Appear Closer Than They Are (udział wziął aktor Robert Patrick). Teledyski do tych trzech piosenek wyreżyserował Michael Bay.

## Lista piosenek
1. I’d Do Anything for Love (But I Won’t Do That) (Jim Steinman) – 12:00 – duet z Lorraine Crosby
2. Life Is A Lemon (And I Want My Money Back (Jim Steinman) – 8:00
3. Rock And Roll Dreams Come Through (Jim Steinman) – 5:50
4. It Just Won't Quit (Jim Steinman) – 7:21
5. Out Of The Frying Pan (And Into The Fire) (Jim Steinman) – 7:24
6. Objects In The Rear View Mirror May Appear Closer Than They Are (Jim Steinman) – 10:15
7. Wasted Youth (Jim Steinman) – 2:41 – utwór mówiony przez Jima Steinmana
8. Everything Louder Than Everything Else (Jim Steinman) – 7:59
9. Good Girls Go To Heaven (Bad Girls Go Everywhere) (Jim Steinman) – 6:53
10. Back Into Hell (Jim Steinman) – 2:46 – utwór instrumentalny
11. Lost Boys And Golden Girls (Jim Steinman) – 4:29

## Osoby
- Meat Loaf — Główny wokal
- Roy Bittan – Fortepian, Keyboard
- Bill Payne – Fortepian
- Jeff Bova – Syntezator
- Patt Thrall – Gitara
- Tim Pierce – Gitara
- Eddie Martinez – Gitara
- Steve Buslowe – Gitara basowa
- Lenny Pickett – Saksofon
- Kenny Aronoff – Perkusja
- Jimmy Bralower – Perkusja
- Rick Marotta – Perkusja
- Justin Meagher – Dudy, Perkusja
- Brian Meagher – Dudy, Perkusja
- Brian Meagher, junior – Dudy, Perkusja
- Jim Steinman – Chórek, wokal w utworze mówionym Wasted Youth
- Todd Rundgren – Chórek
- Kasim Sulton – Chórek
- Amy Goff – Chórek
- Elaine Goff – Chórek
- Eric Troyer – Chórek
- Stuart Emerson – Chórek
- Max Haskett – Chórek
- Curtis King – Chórek
- Gunnar Nelson – Chórek
- Matthew Nelson – Chórek
- Robert Coron – Chórek
- Brett Cullen – Chórek
- Cynthia Geary – Chórek
- Michelle Little – Chórek